# 弗拉基米尔·布尔马托夫
弗拉基米尔·弗拉基米罗维奇·布尔马托夫（羅馬化：Vladimir Vladimirovich Burmatov；1981年8月18日—）
是俄罗斯政治人物，第六届、第七届和第八届国家杜马的代表。

## 制裁
布尔马托夫于2022年因俄乌战争而受到英国政府制裁。